# Бабель, Валентина Григорьевна
Валентина Григорьевна Бабель (род. 23 января 1929, Вдицко) — советский учёный-триболог, специалист в области металлоплакирующих смазочных материалов для узлов трения механизмов и машин. Доктор технических наук.

## Биография
Родилась 23 января 1929 г. в деревне Вдицко (Новгородская область, Новгородский  район). Окончила Московский химико-технологический институт им. Д. И. Менделеева в 1953 г. и работала в Ленинградском НИИ по переработке нефти и газа, а также в Ленинградском технологическом институте им. Ленсовета с 1961 г. по 1994 г.
Доктор технических наук (1987), академик Академии проблем качества, лауреат премии Правительства РФ в области науки и техники за 2000 г. (2001) и лауреат премии Президента Российской Федерации в области образования за 2002 г. (2003).
Опубликовала более 80 научных работ, имеет 22 авторских свидетельства и патента на изобретения.
Крупный специалист в области металлоплакирующих смазочных материалов для узлов трения механизмов и машин. Разработала теоретические основы создания противоизносных присадок нового поколения — маслорастворимых металлоплакирующих добавок с использованием металлов переменной валентности, а также, смазочные композиции МСК «Валена» и МФК «Сервовит», придающие высокие антифрикционные и антиокислительные свойства смазывающим материалам.
Член консультационного совета по триботехнике МГТУ им. Н. Э. Баумана, а также технический специалист и учредитель ООО «Мотор Лайф».

## Личная жизнь
Муж — Гаркунов Дмитрий Николаевич.